# Zuzana Fialová
Zuzana Fialová (ur. 17 maja 1974 w Bratysławie) – słowacka aktorka i reżyserka.

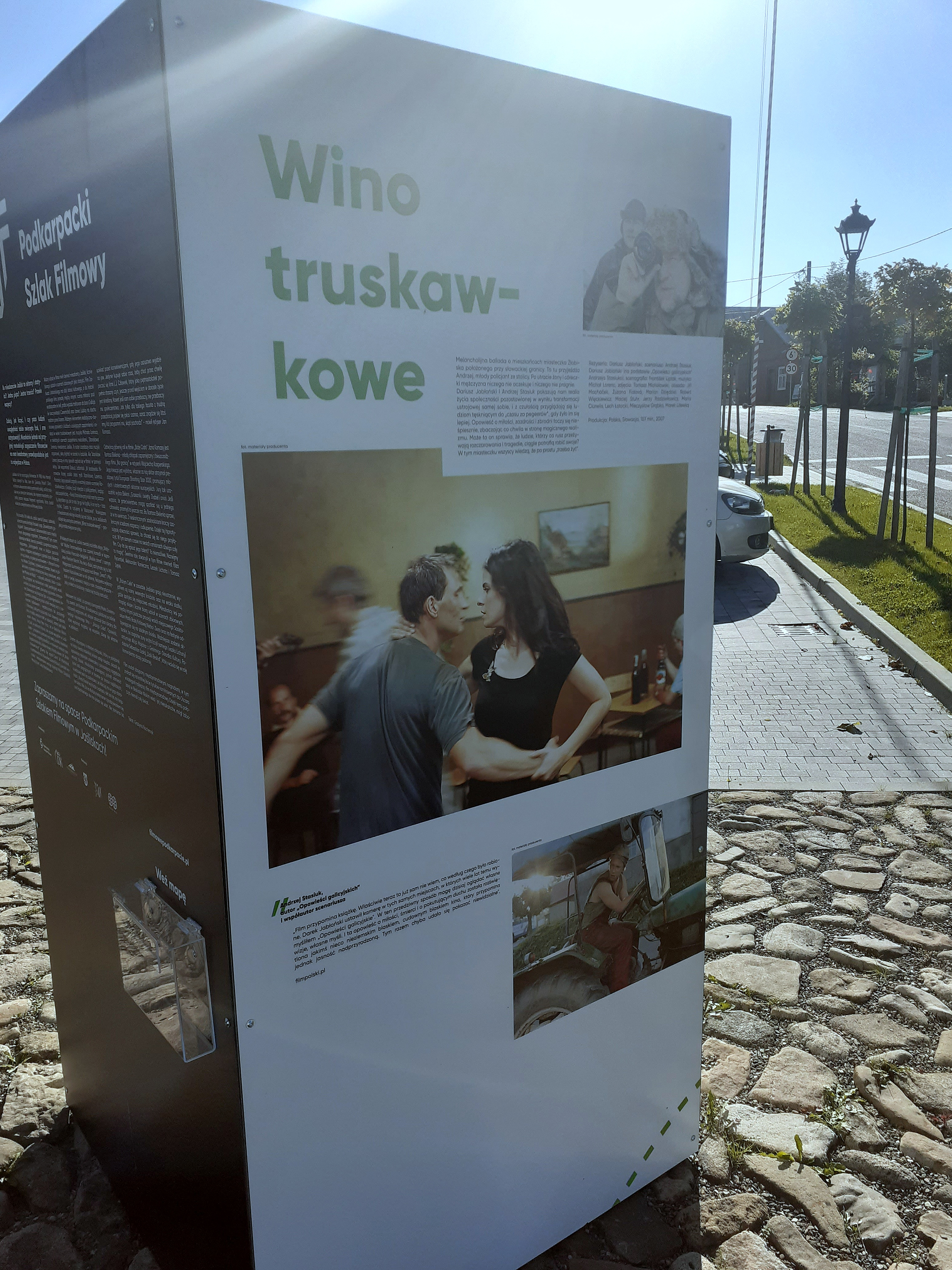
Tablica upamiętniająca film Wino truskawkowe w Jaśliskach, gdzie realizowano zdjęcia. Widoczni Jiří Macháček i Zuzana Fialová.

## Filmografia (wybór)
- 1994: Vášnivé známosti
- 2001: Babí léto
- 2003: Zůstane to mezi námi
- 2006: Pravidla lži
- 2007: Obsluhoval jsem anglického krále
- 2008: Jahodové víno (pol. Wino truskawkowe)
- 2010: Kriminálka Staré Město (Zuzana Krauzová)
- 2011: Lidice
- 2011: Tajemství staré bambitky
- 2012: Dozvuky (pol. Pokłosie)
- 2013: Kriminálka Staré Město II (Zuzana Krauzová)
- 2017: Čiara
- 2020: Modelář

## Nagrody i nominacje
- Talent 2003
- nominacja do czeskiej Nagrody Alfréda Radoka[2]
- nominacja do słowackich nagród DOSKY 2004[2]
- nagroda Funduszu Literackiego za postać Fatimy[2]